# Джеймс Камерън
Джеймс Камерън (на английски: James Cameron) е канадски режисьор, сценарист и продуцент.
Носител е на награда „Еми“, по 2 награди „Сателит“, „Златен глобус“ и „Хюго“, 3 награди „Оскар“ и 11 награди „Сатурн“; номиниран е за 6 награди на БАФТА. Създател е на 2 от най-касовите филми в историята на киното – „Титаник“ (1997) и „Аватар“ (2009). Други известни филми, режисирани от него, са „Пришълците“ (1986), „Терминатор“ (1984), „Терминатор 2“ (1991), „Бездната“ (1989) и „Истински лъжи“ (1994). Прославя се не само с качеството и мащаба на филмите си, но и с въвеждането на нови технологии в киноизкуството. От 2009 г. има звезда на Холивудската алея на славата.

## Биография
Роден е в Капускасинг, (Канада, провинция Онтарио) в семейството на инженер. След завършване на гимназия заминава за Калифорния в САЩ, където в началото на 60-те години постъпва във физическия факултет на Калифорнийския държавен университет. Така и незавършил учението си, Камерън започва да участва в производството на филми, привлечен от създателя на нискобюджетни продукции Роджър Кормън (Roger Corman) в неговата компания „New World“.

### Семейство
Семейният живот на Джеймс Камерън, за разлика от професионалния, е пълен с провали. Бил е женен 5 пъти. Първата му съпруга е сервитьорка и с нея сключва брак, когато е 23-годишен. Двамата живеят заедно 6 години.
Втората му съпруга е продуцентката Гейл Ан Хърд, която продуцира най-добрите му творби. Бракът с нея трае само 4 години – от 1985 до 1989 година. За трети път сключва брак с режисьорката Катрин Бигълоу, след две години следва отново развод.
Следва нов двугодишен брак с актрисата от Терминатор и Терминатор 2 – Линда Хамилтън. Настоящата спътница в живота му е Сузи Еймис, с нея Камерън живее от 2000 година. От брака си с Линда и от настоящия си брак има по една дъщеря.

## Кариера

### Терминатор
Джеймс става известен през 1984 година благодарение на филма „Терминаторът“. За първи път идеята за Терминатора идва на Камерън, когато е болен от грип в Италия и сънува кошмари за машина, която е изпратена от бъдещето, за да го убие. В кошмарите си вижда девойка, бягаща от същество, изменящо своята форма в зависимост от обстоятелствата.
Сценарият за филма е продаден на бъдещата му съпруга – продуцентката Гейл Ан Хърд, за символичната сума от 1 долар с уговорката, че няма да снима филма с друг режисьор. Към филма проявяват интерес много кинокомпании, но в крайна сметка е избрана компанията „Hemdale“. Разполагайки със скромен дори за тези години бюджет от 6 млн. долара, Джеймс създава филм, променил отчасти киноиндустрията. Да се въплъти в образа на Терминатора е избран Арнолд Шварценегер (първоначално за ролята е бил предвиден Ланс Хенриксен).

### Пришълците
Джеймс Камерън продължава успешно кариерата си и с втория си филм – „Пришълците“. „Пришълците“ е създаден през 1986 като продължение на култовия филм на ужасите „Пришълецът“ (1979) на режисьора Ридли Скот и е продуциран също от Гейл Анхърд. Тъй като Пришълците се оказва по-скоро екшън, отколкото филм на ужасите, той става много популярен и гледан по света, а изпълнителката на главната роля, Сигорни Уийвър, дори получава номинация за академична награда Оскар (нещо уникално за герой от екшън филм).

### Бездната
В основата на следващия филм е история за работници на батискаф, които срещат в дълбините на океана странно същество от извънземен произход. Бюджетът на този филм е 70 млн. долара и той е наречен „Бездната“, една от най-скъпите продукции по това време. Значителна част от средствата отиват за подводни снимки, тъй като специалните ефекти още не дават възможност да се направят в студио. За целта екипът на Камерън превръща недостроена електроцентрала в гигантски резервоар, пълен с вода. Филмът печели „Оскар“ за специални ефекти, но приходите са само 54 млн. долара.

### Терминатор 2
След успеха на „Терминатор“ Камерън започва преговори за неговото продължение. Предвидливо обаче той не избързва, изчаквайки специалните ефекти да се развият, за да може да изрази пълноценно идеята си за филма – да създаде илюзия за боен робот, изработен от течен метал, който да променя облика си и да придобива такъв вид, какъвто пожелае. Премиерата на „Терминатор 2: Денят на страшния съд“ се забавя заради спорове около авторските права. Все пак договор с Марио Кесар от „Carolco Pictures“ е направен и през 1991 година филмът е по екраните. Бюджетът на първия филм бил 6 млн. долара, а във втория това е само сумата за специалните ефекти. Сцените с трансформацията на Терминатора Т-1000 са само в продължение на три и половина минути, но изработването им отнема месеци труд. Първоначално Марио Кесар дава на Камерън бюджет от 70 млн., които по-късно увеличава до над 100 млн. долара. Филмът чупи всички рекорди по гледаемост, касирайки 200 млн. в САЩ и още над 300 млн. зад граница. Освен това той печели четири академични награди „Оскар“ – за грим, специални ефекти, звук и визуални ефекти. Филмът е един от най-успешните в историята на киното.

### Истински лъжи
През 1994 г. Камерън снима шпионския екшън „Истински лъжи“. При бюджет от 115 млн. долара филмът събира 146 млн. в Северна Америка и 232 млн. зад граница. Главната роля във филма отново се изпълнява от Шварценегер, за когото тази роля се оказва отдушник след провала на „Последният екшън герой“.

### Титаник
Пълният триумф на Джеймс Камерън идва с екранизацията на Титаник през 1997 година. С Леонардо Ди Каприо, Кейт Уинслет и Били Зейн в главните роли. Това е един от най-скъпоструващите и доходоносни филми в историята на киното. При предвиден бюджет от 200 млн. долара, филмът носи над 2,20 млрд. долара приходи. Удостоен е с 11 награди „Оскар“, сред тях за „Най-добър филм“ и „Най-добър режисьор“. След заснемането на „Титаник“ се занимава предимно с документалистика.

### Аватар
През 2009 година Камерън завършва работа по новата си продукция, наречена „Аватар“ – научнофантастичен филм, написан и режисиран от него. Главните роли във филма са изпълнени от Сам Уортингтън, Зоуи Салдана, Сигорни Уивър и Стивън Ланг. Филмът е издаден и разпространен от „Туентиът Сенчъри Фокс“.
Работата по филма започва още през 1994 г., когато Камерън написва сценарий от 114 страници. Снимките трябвало да започнат след завършването на „Титаник“ и да приключат през 1999 г., но според режисьора „било необходимо филмовата технология да навакса“.
В началото на 2006 г. Камерън развива сценария за езика и културата на Пандора, като кани д-р Пол Фромър (Paul Frommer), професор по лингвистика в Университета на Южна Калифорния, да създаде изцяло нов език, специално предназначен за На'ви. Впоследствие той създава не само езика, но измисля и граматиката му, начина на произношение и писане. Джеймс Камерън заявява, че ако с „Аватар“ има успех, са планирани още две негови продължения.
„Аватар“ е най-касовият филм за всички времена, като приходите в края на 2022 година надхвърлят 2,84 милиарда долара, изпреварвайки рекорда на Титаник и оставяйки Отмъстителите: Краят на второ място. Трябва да се има предвид обаче, че билетите за 3D филмите са по-скъпи от обикновените, каквито са били по времето на Титаник.

## Филмография
| Година      | Филм                                                         | Режисьор | Сценарист | Продуцент | Бюджет                                                        | Приходи                                                       |
| ----------- | ------------------------------------------------------------ | -------- | --------- | --------- | ------------------------------------------------------------- | ------------------------------------------------------------- |
| 1978        | „Ксеногенезис“ (късометражен)                                | Ok       | Ok        | Ok        | $20 хил.                                                      | —                                                             |
| 1981        | „Пираня 2“                                                   | Ok       | Ok        |           | $145 хил. Архив на оригинала от 2014-11-29 в Wayback Machine. | —                                                             |
| 1984        | „Терминаторът“                                               | Ok       | Ok        |           | $6,4 млн.                                                     | $78 млн.                                                      |
| 1985        | „Рамбо: Първа кръв, втора част“                              |          | Ok        |           | $44 млн.                                                      | $300 млн.                                                     |
| 1986        | „Пришълците“                                                 | Ok       | Ok        |           | $17 млн. Архив на оригинала от 2014-12-02 в Wayback Machine.  | $183 млн. Архив на оригинала от 2014-12-02 в Wayback Machine. |
| 1988        | „Reach“ (късометражен)                                       | Ok       |           |           | $90 хил.                                                      | —                                                             |
| 1989        | „Бездната“                                                   | Ok       | Ok        |           | $69,5 млн.                                                    | $90 млн.                                                      |
| 1991        | „Терминатор 2“                                               | Ok       | Ok        | Ok        | $102 млн.                                                     | $520 млн.                                                     |
| 1991        | „Точка на пречупване“                                        |          |           | Ok        | $24 млн.                                                      | $83,5 млн.                                                    |
| 1994        | „Истински лъжи“                                              | Ok       | Ok        | Ok        | $115 млн.                                                     | $379 млн.                                                     |
| 1995        | „Странни дни“                                                |          | Ok        | Ok        | $42 млн.                                                      | ~$10 млн.                                                     |
| 1996        | „T2 3-D: Battle Across Time“ (шоу)                           | Ok       | Ok        |           | $60 млн.                                                      | —                                                             |
| 1997        | „Титаник“                                                    | Ok       | Ok        | Ok        | $200 млн.                                                     | $2,20 млрд.                                                   |
| 2001        | „Earthship.TV“ (Тв филм)                                     | Ok       |           |           | —                                                             | —                                                             |
| 2000 – 2002 | „Тъмен ангел“ (сериал)                                       |          | Ok        | Ok        | ~$3 млн. Архив на оригинала от 2014-11-29 в Wayback Machine.  | —                                                             |
| 2002        | „Соларис“                                                    |          |           | Ok        | $47 млн.                                                      | $30 млн.                                                      |
| 2002        | „Експедиция: Бисмарк“                                        | Ok       |           | Ok        | —                                                             | —                                                             |
| 2003        | „Духове от бездната“ (документален)                          | Ok       |           | Ok        | $13 млн.                                                      | $17 млн.                                                      |
| 2003        | „Volcanoes of the Deep Sea“ (документален)                   |          |           | Ok        | —                                                             | —                                                             |
| 2005        | „Aliens of the Deep“ (документален)                          | Ok       |           | Ok        | —                                                             | ~$9 млн.                                                      |
| 2005        | „Last Mysteries of the Titanic“ (документален)               |          |           | Ok        | $6,2 млн.                                                     | —                                                             |
| 2005        | „Titanic Adventure“ (документален)                           |          |           | Ok        | —                                                             | —                                                             |
| 2006        | „The Exodus Decoded“ (документален)                          |          |           | Ok        | —                                                             | —                                                             |
| 2007        | „The Lost Tomb of Jesus“ (документален)                      |          |           | Ok        | —                                                             | —                                                             |
| 2008 – 2009 | „Терминатор: Хрониките на Сара Конър“ (сериал)               |          | Ok        |           | —                                                             | —                                                             |
| 2009        | „Аватар“                                                     | Ok       | Ok        | Ok        | $237 млн.                                                     | $2,84 млрд.                                                   |
| 2011        | „Последно убежище“                                           |          |           | Ok        | $30 млн.                                                      | $108,6 млн.                                                   |
| 2012        | „Титаник: Заключителни думи с Джеймс Камерън“ (документален) |          |           | Ok        | —                                                             | —                                                             |
| 2012        | „Цирк дьо Солей: Необятни светове“                           |          |           | Ok        | $25 млн. Архив на оригинала от 2014-11-29 в Wayback Machine.  | $34 млн.                                                      |
| 2014        | „Years of Living Dangerously“ (документален)                 |          |           | Ok        | —                                                             | —                                                             |
| 2014        | „Deepsea Challenge 3D“ (документален)                        |          |           | Ok        | —                                                             | $235 хил.                                                     |